# Les Camélias
Pour les articles homonymes, voir Camélia.
Les Camélias sont un quartier résidentiel de Saint-Denis, le chef-lieu et la ville la plus peuplée de l'île de La Réunion, un département d'outre-mer français dans le sud-ouest de l'océan Indien. Situé entre la ravine du Butor, à l'ouest, et la ravine des Patates à Durand, à l'est, il était jusque dans les années 1960 occupé par des bidonvilles.